# Football World Championship
Football World Championship byl fotbalový turnaj mezi vítězem FA Cupu a Scottish Cupu. Konal se v období let 1876 a 1904. Nejvíce vítězství (4) získla skotský celek Queen's Park.

## Ročníky
- Tučně je označen vítěz zápasu
- Písmenem C je označen ročník, ve kterém se utkali vítězové pohárů
- Písmenem L je označen ročník, ve kterém se utkali vítězové lig
- LvC označuje ročník, kdy se utkali vítěz poháru a vítěz ligy

| #   | Rok         | Finále                         | Finále | Finále                  | Stadion           | Město      | Reference                                        |
| #   | Rok         | Vítěz                          | Skóre  | Finalista               | Stadion           | Město      | Reference                                        |
| --- | ----------- | ------------------------------ | ------ | ----------------------- | ----------------- | ---------- | ------------------------------------------------ |
| 1.  | 1876 (C)    | Queen's Park                   | 6:0    | Wanderers               | The Oval          | Lambeth    | [ 1 ] [ 2 ]                                      |
| 2.  | 1878 (C)    | Vale of Leven                  | 3:1    | Wanderers               | The Oval          | Lambeth    | [ 3 ] [ 4 ]                                      |
| 3.  | 1879 (C)    | Vale of Leven                  | 5:2    | Old Etonians            | Hampden Park (I)  | Crosshill  | [ 5 ] [ 6 ]                                      |
| 3.  | 1880/81 (C) | Queen's Park                   | 3:2    | Clapham Rovers          | Hampden Park (I)  | Crosshill  | [ 7 ] [ 8 ] [ 9 ] [ 10 ]                         |
| 3.  | 1880/81 (C) | Queen's Park                   | 1:0    | Clapham Rovers          | The Oval          | Lambeth    | [ 7 ] [ 8 ] [ 9 ] [ 10 ]                         |
| 4.  | 1882 (C)    | Queen's Park                   | 8:0    | Old Carthusians         | Hampden Park (I)  | Crosshill  | [ 11 ] [ 12 ]                                    |
| 5.  | 1883/84 (C) | Dumbarton                      | 6:1    | Blackburn Olympic       | Boghead Park      | Dumbarton  | [ 13 ] [ 14 ] [ 15 ] [ 16 ]                      |
| 5.  | 1883/84 (C) | Dumbarton                      | 3:4    | Blackburn Olympic       | Hole-i'-th'-Wall  | Blackburn  | [ 13 ] [ 14 ] [ 15 ] [ 16 ]                      |
| 6.  | 1887 (C)    | Aston Villa                    | 3:0    | Hibernian               | Perry Barr        | Birmingham | [ 17 ] [ 18 ]                                    |
| 7.  | 1888 (C)    | Renton                         | 4:1    | West Bromwich Albion    | Hampden Park (II) | Crosshill  | [ 19 ] [ 20 ] [ 21 ]                             |
| 8.  | 1889 (C)    | Third Lanark Preston North End | 3:3    | nebyl                   | Cathkin Park (I)  | Crosshill  | [ 22 ] [ 23 ]                                    |
| 9.  | 1891/92 (L) | Everton                        | 4:1    | Rangers                 | Ibrox Park (I)    | Govan      | [ 24 ] [ 25 ] [ 26 ]                             |
| 9.  | 1891/92 (L) | Everton                        | 0:2    | Rangers                 | Goodison Park     | Liverpool  | [ 24 ] [ 25 ] [ 26 ]                             |
| 10. | 1892 (LvC)  | Sunderland                     | 1:0    | Celtic                  | Newcastle Road    | Sunderland | [ 27 ] [ 28 ] [ 29 ]                             |
| 10. | 1892 (LvC)  | Sunderland                     | 3:0    | Celtic                  | Celtic Park       | Glasgow    | [ 27 ] [ 28 ] [ 29 ]                             |
| 11. | 1893 (LvC)  | Sunderland                     | 4:2    | Queen's Park            | Newcastle Road    | Sunderland | [ 30 ] [ 31 ] [ 32 ] [ 33 ]                      |
| 11. | 1893 (C)    | Queen's Park                   | 5:0    | Wolverhampton Wanderers | Hampden Park (II) | Glasgow    | [ 30 ] [ 31 ] [ 32 ] [ 33 ]                      |
| 12. | 1894 (L)    | Aston Villa                    | 3:2    | Celtic                  | Perry Barr        | Birmingham | [ 34 ] [ 35 ] [ 36 ] [ 37 ] [ 38 ] [ 39 ] [ 40 ] |
| 12. | 1894 (C)    | Rangers                        | 3:1    | Notts County            | Ibrox Park (I)    | Govan      | [ 34 ] [ 35 ] [ 36 ] [ 37 ] [ 38 ] [ 39 ] [ 40 ] |
| 13. | 1895 (L)    | Sunderland                     | 5:3    | Heart of Midlothian     | Tynecastle        | Edinburgh  | [ 41 ] [ 42 ]                                    |
| 14. | 1896 (L)    | Celtic                         | 3:2    | Aston Villa             | Celtic Park       | Glasgow    | [ 43 ] [ 44 ]                                    |
| 14. | 1896 (C)    | Heart of Midlothian            | 3:0    | Sheffield Wednesday     | Tynecastle        | Edinburgh  | [ 43 ] [ 44 ]                                    |
| 15. | 1898 (L)    | Sheffield United               | 1:0    | Celtic                  | Bramall Lane      | Sheffield  | [ 45 ] [ 46 ] [ 47 ] [ 48 ]                      |
| 15. | 1898 (L)    | Sheffield United               | 1:1    | Celtic                  | Celtic Park       | Glasgow    | [ 45 ] [ 46 ] [ 47 ] [ 48 ]                      |
| 16. | 1900 (L)    | Rangers Aston Villa            | 0:0    | nebyl                   | Ibrox Park        | Govan      | [ 49 ] [ 50 ]                                    |
| 17. | 1901/02 (C) | Heart of Midlothian            | 0:0    | Tottenham Hotspur       | White Hart Lane   | Londýn     | [ 51 ] [ 52 ] [ 53 ] [ 54 ] [ 55 ] [ 56 ]        |
| 17. | 1901/02 (C) | Heart of Midlothian            | 3:1    | Tottenham Hotspur       | Tynecastle        | Edinburgh  | [ 51 ] [ 52 ] [ 53 ] [ 54 ] [ 55 ] [ 56 ]        |
| 18. | 1903/04 (C) | Bury                           | 2:1    | Rangers                 | Gigg Lane         | Bury       | [ 57 ] [ 58 ] [ 59 ] [ 60 ]                      |
| 18. | 1903/04 (C) | Bury                           | 2:1    | Rangers                 | Ibrox Park        | Govan      | [ 57 ] [ 58 ] [ 59 ] [ 60 ]                      |